# Talison Minerals
Talison Minerals Pty Ltd je bila rudarska kompanija sa sedištem u Australiji. Ona je bila podeljena je na Talison litijum (od 2020. zajedničko ulaganje 51:49 između Tijanki litijuma i Albemarl korporacije) i Talison tantal, sada poznatog kao Globalni napredni metali, 2009. godine. Dva najveća rudarska preduzeća kompanije bila su rudnik Grinbušes u blizini Grinbušesa, Zapadna Australija i Vodgina, region Pilbara, Zapadna Australija.

## Spoljašnje veze
- Talison Lithium Ltd. website